# 李紹祖
李紹祖（英語：Lee Siew Choh，1917年11月1日—2002年7月18日），新加坡政治人物、醫生，曾為人民行動黨黨員，在1961年被人民行動黨開除黨籍後成為社會主義陣線的領袖。在1988年社會主義陣線併入工人黨後，他代表工人黨參與1988年新加坡大選並成為新加坡首兩名非選區議員之一，直至1991年為止。

## 生平

### 早年生涯
李紹祖於1917年11月1日出生於馬來聯邦雪蘭莪州吉隆坡（今馬來西亞吉隆坡聯邦直轄區），曾就讀吉隆坡維多利亞書院。他在1931年入讀新加坡英皇愛德華七世醫學院（今新加坡國立大學楊潞齡醫學院），1942年畢業後於竹腳醫院任職醫生，翌年被派往泰緬邊境負責泰緬鐵路戰俘的醫療工作。1947年，李紹祖在禧街掛牌執業，成為私人醫生。他在行醫期間，亦曾任英國醫科協會南部分區名譽秘書以及馬來亞分部秘書。

### 政治生涯
1958年，李紹祖在吳慶瑞的介紹下加入人民行動黨，並在1959年大選中當選為女皇鎮選區立法議會議員。1960年11月4日，李紹祖獲委任為內政部政務次長，直至翌年7月21日被免職為止。1961年7月26日，李紹祖和另外12名人民行動黨立法議會議員被開除黨籍。3天後，這批被人民行動黨開除黨籍的立法議會議員另組社會主義陣線（社陣），李紹祖在當年8月13日當選為該黨的創黨主席。
1961年11月，人民行動黨政府發表新馬合併白皮書，並在11月20日至12月6日期間在立法議會展開辯論。李紹祖當時作出長達7個半小時的辯論去支持新加坡成為馬來亞聯合邦的第12個州，而新加坡公民自動成為馬來亞公民的建議，該建議其後成為1962年公投中的選項B。而在公投法令三讀期間，李紹祖又提出將公投問題更改為是否支持新馬合併，但被否決。其後公投問題採納林有福的方案，即從三個選項中選取一項作為新馬合併的條件。李紹祖反對有關問題，並聯同18名社陣立法議會議員一同向非殖民化特别委员会上訴。最終其上訴在僅得波蘭和蘇聯支持下被駁回。社陣於是呼籲選民在公投中投白票，以阻止新馬合併，但未果。在公投結束之後，李紹祖稱此次公投為「騙人的全民投票」。
1963年大選中，李紹祖帶領社陣取得33%的選票，成為立法議會的第二大黨。1965年新加坡獨立後，李紹祖認為「新加坡的獨立是假的」，並認為「新加坡的國會民主已死」，於是決定抵制議會，並在翌年率領社陣的國會議員集體請辭，轉向街頭抗爭。社陣亦抵制1968年大選，以抗議選舉背後的「不民主法律」。此舉導致人民行動黨一黨獨大的局面，以及社陣的分裂。社陣國會議員林煥文因不同意李紹祖抵制議會路線而被開除黨籍，另有3名國會議員因此退黨。1980年，李紹祖就抵制議會導致人民行動黨一黨獨大向選民致歉。
1988年，社陣併入工人黨，李紹祖遂在1988年大選中代表工人黨參選友諾士集選區，雖然最終落選，但亦打破了新加坡史上最高票數落選紀錄。李紹祖在選後成為新加坡首兩名非選區議員之一，直至1991年卸任。他其後在1993年退出工人黨。

### 晚年生涯
李紹祖在1999年確診肺癌，並於2002年7月18日逝世，享年84歲。

## 個人生活
李紹祖在1943年娶當時在竹腳醫院任護士的范英愛為妻，兩人育有三子一女，其中長子在1992年逝世。